# Abuso de mercado
El abuso de mercado puede producirse en circunstancias en las que los inversores del mercado financiero hayan sido perjudicados de forma injustificada, directa o indirectamente, por otras personas que:
- hayan utilizado información que no está a disposición del público (operaciones con información privilegiada)
- hayan distorsionado el mecanismo de fijación de precios de los instrumentos financieros
- hayan difundido información falsa o engañosa.

El abuso de mercado se divide en dos aspectos diferentes (según las definiciones de la Unión Europea):
- Operaciones con información privilegiada: cuando una persona que dispone de información que no está a disposición de otros inversores (por ejemplo, un consejero, director o administrador de una empresa que cuenta con conocimiento de una oferta pública de adquisición) hace uso de esa información en beneficio propio.
- Manipulación del mercado: cuando una persona da deliberadamente información falsa o engañosa (por ejemplo, sobre las circunstancias financieras de una empresa) con el fin de influir en el precio de una acción en beneficio propio.

En 2013/2014, la UE actualizó su legislación sobre abuso del mercado y armonizó las sanciones penales.